# بيدرو أرغيويلز موران
بيدرو أرغيويلز موران هو صحفي وناشط حقوق الإنسان كوبي، ولد في 23 فبراير 1948 في سييغو دي افيلا في كوبا.